# Papier drukowy zwykły
Papier drukowy zwykły – rodzaj papieru przeznaczonego do druku typograficznego. 
Według normy PN/P-95001 wytwarzany jest w klasach III, IV, V, VI i VII.
- klasa III - gramatury 70-125 g/m²
- klasa IV - gramatury 60-100 g/m²
- klasa V i VI - gramatury 60-90 g/m²
- klasa VII - gramatury 60-80 g/m²

Papier ten w klasie V w praktyce nie stosowany. Wypełniony kaolinem stanowiącym 13-17% masy papieru. Powierzchnia matowa, uzyskiwana na gładziku maszynowym z walcami metalowymi, lub satynowa, tj. o wyższym połysku i gładkości, uzyskiwana na kalandrach. Samozrywalność, będąca średnią w obu kierunkach, dla klasy III nie powinna być mniejsza niż 2600 m, a dla klasy VII - 1900 m.
Papier drukowy zwykły nie jest klejony i nie nadaje się do pisania atramentem.